# Pierre Bourgogne
Pour les articles homonymes, voir Bourgogne.
Pierre Bourgogne, né le 8 novembre 1838 à Paris et mort le 22 novembre 1904 à Sèvres, est un peintre français.

## Biographie
Pierre Bourgogne est le fils d'Antoine Bourgogne et de Laurence Bodson.
En 1867, il épouse Louise Hermance Sauvage. Leurs fils Georges-Alexandre Bourgogne deviendra peintre et épousera en 1891, Mathilde Élisabeth Sieffert, fille du peintre Louis Eugène Sieffert.
Élève de Pierre-Victor Galland, de Charles Polisch et de Justin Lequien, il expose au Salon de 1869 à 1904. Il y obtient une mention honorable en 1888, une médaille de 3e classe en 1889, une médaille de bronze lors de l'Exposition universelle de 1889, puis passe hors concours.
Il meurt à son domicile à l'âge de 66 ans. Il est inhumé au cimetière du Père-Lachaise.

## Galerie

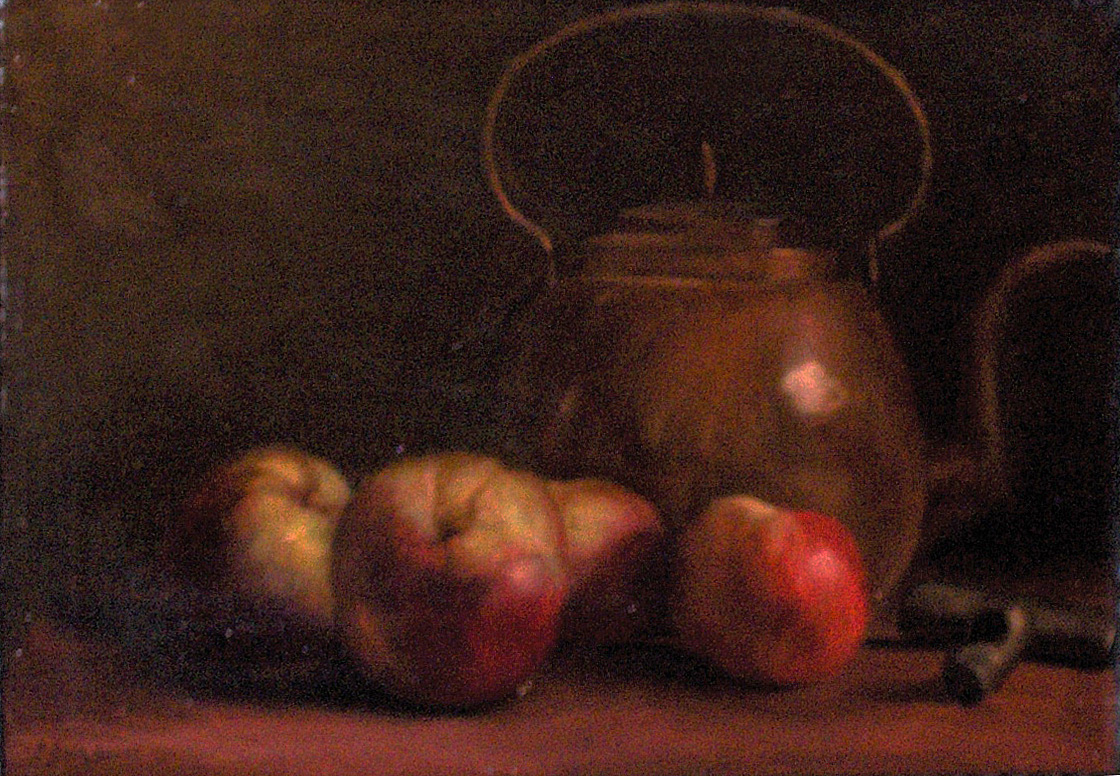
Nature morte aux pommes, 1893 (coll. particulière).
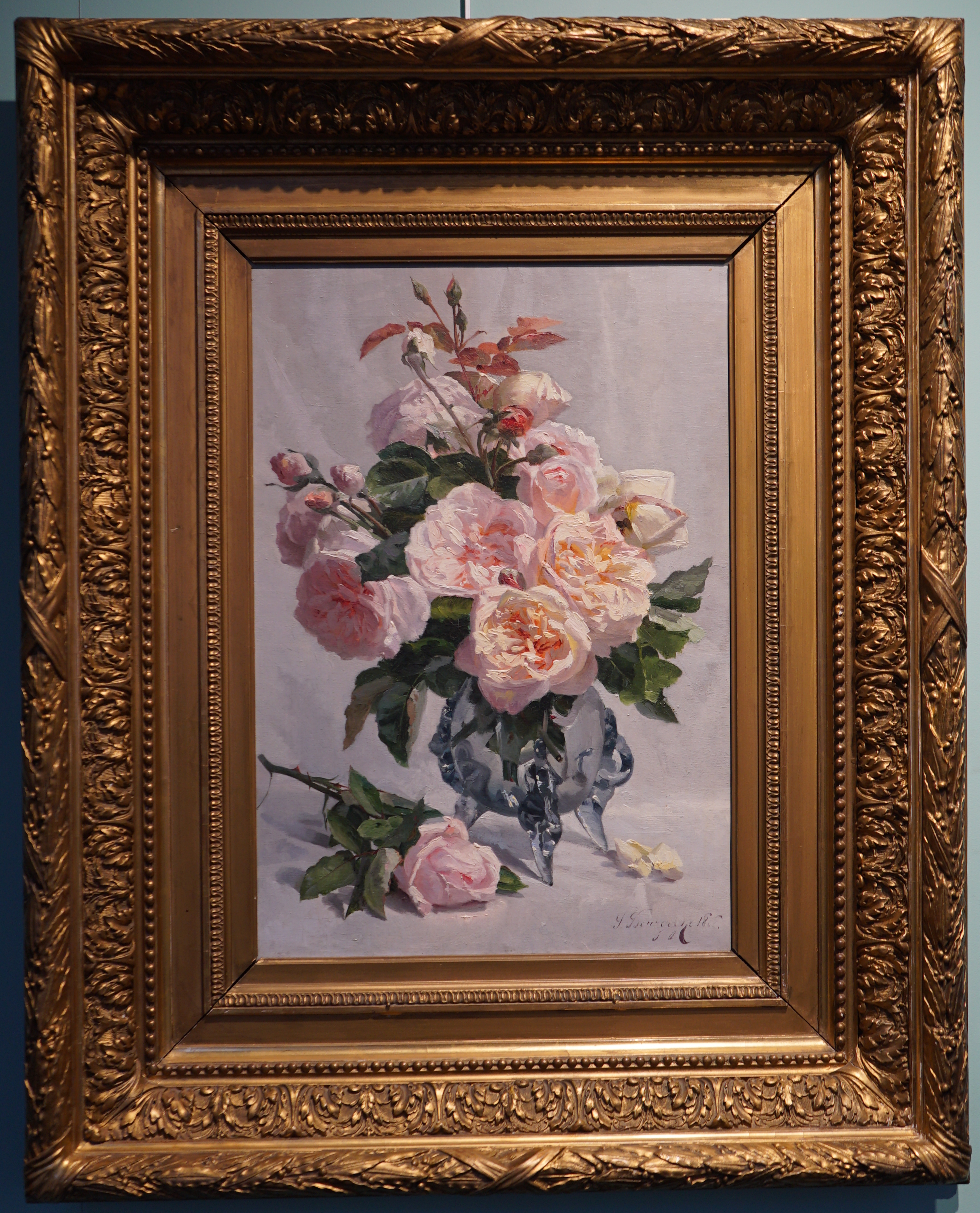
Roses thé (Musée d'art et d'histoire de Toul).